# Lac Cherrier
Lac Cherrier är en sjö i Kanada.   Den ligger i regionen Abitibi-Témiscamingue och provinsen Québec, i den sydöstra delen av landet, 400 km norr om huvudstaden Ottawa. Lac Cherrier ligger 386 meter över havet.
I omgivningarna runt Lac Cherrier växer i huvudsak barrskog. Trakten runt Lac Cherrier är nära nog obefolkad, med mindre än två invånare per kvadratkilometer.